# Coupe d'Irlande féminine de football 2016
Navigation
Édition précédente Édition suivante
La Coupe d'Irlande de football féminin 2016 est la 28e édition de la Coupe d'Irlande féminine de football. Cette compétition est organisée par la Fédération d'Irlande de football. 
Wexford Youths Women's AFC défend son titre.

## Déroulement de la compétition
Quatre tours sont organisés pour déterminer le vainqueur de la compétition.

### Nombre d'équipes par divisions et par tour
12 équipes participent à cette édition de la Coupe d'Irlande.

## Premier tour
Les matchs ont lieu le 21 juillet 2016. Après tirage au sort, Kilkenny United est exempt de ce tour.
| Club recevant     | Score | Club visiteur              |
| ----------------- | ----- | -------------------------- |
| Lakewood Athletic | 3-0   | Illes Celtic               |
| Boyne Rovers      | 1-5   | Peamount United            |
| Douglas Hall      | 0-3   | Cork Women's Football Club |

Illes Celtic ayant déclaré forfait, Lakewood Athletic l'emporte sur tapis vert sur le score de 3 buts à 0.

## Quarts de finale
Les matchs se déroulent les 10 et 11 septembre 2016.
| Club recevant              | Score | Club visiteur              |
| -------------------------- | ----- | -------------------------- |
| Cork Women's Football Club | 0-4   | Shelbourne LFC             |
| Peamount United            | 2-1   | UCD Waves                  |
| Wexford Youths Women's AFC | 3-2   | Galway Women Football Club |
| Lakewood Athletic FC       | 1-3   | Kilkenny United WFC        |

## Demi-finales
| Demi-finale 1 | Wexford Youths Women's AFC | 7-0 | Kilkenny United |  |  |
|               |                            |     |                 |  |  |

| Demi-finale 2 | Peamount United | 1-4 | Shelbourne Ladies Football Club |  |  |
|               |                 |     |                                 |  |  |

## Finale
| Finale | Wexford Youths Women's AFC | 0-5 | Shelbourne Ladies Football Club | Aviva Stadium             |
|        |                            |     |                                 | Arbitrage : Deirdre Nolan |